# Bellagio Towers
Les Bellagio Towers sont un ensemble de deux gratte-ciel résidentiels situés à Hong Kong en Chine. Chacun de ces deux immeubles est en réalité composé de quatre immeubles accolés.